# Lauris Dārziņš
Lauris Dārziņš (* 28. Januar 1985 in Riga, Lettische SSR) ist ein lettischer Eishockeyspieler, der zuletzt bei Dinamo Riga in der Kontinentalen Hockey-Liga unter Vertrag stand. Er vertrat Lettland bei drei Olympischen Winterspielen und zehn Weltmeisterschaften.

## Karriere
Lauris Dārziņš begann seine Karriere als Eishockeyspieler beim HK Lido Nafta Riga, bevor er 2001 nach Finnland ging und bis 2004 für die Junioren des finnischen Erstligisten Lukko Rauma spielte. In dieser Zeit wurde er im NHL Entry Draft 2003 in der neunten Runde als insgesamt 268. Spieler von den Nashville Predators ausgewählt, für die er allerdings nie spielte. Nachdem er von 2004 bis 2006 für die Kelowna Rockets, die ihn beim CHL Import Draft 2004 in der ersten Runde an Gesamtposition 55 gezogen hatten, in der Western Hockey League spielte, kehrte der Lette nach Finnland zurück. In der Saison 2006/07 spielte er zunächst für Ilves Tampere in der SM-liiga, beendete die Spielzeit jedoch bei Vsetínská hokejová in der tschechischen Extraliga. In der folgenden Spielzeit wurde der Angreifer zunächst in einem Spiel vom tschechischen Erstligisten HC Oceláři Třinec eingesetzt, ehe er die restliche Saison beim HK Homel aus der belarussischen Extraliga verbrachte.
Im Sommer 2008 erhielt Dārziņš einen Vertrag in seiner lettischen Heimat bei Dinamo Riga aus der neu gegründeten Kontinentalen Hockey-Liga. Bei Dinamo entwickelte sich Dārziņš zu einem Führungsspieler und wurde in der Saison 2010/11 sowohl in der Hauptrunde, als auch in den Playoffs, bester Torschütze und Topscorer seines Teams. Die gezeigten Leistungen weckten die Aufmerksamkeit anderer KHL-Clubs, so dass er Dinamo Riga verließ und im Mai 2011 vom Ak Bars Kasan verpflichtet wurde.
Ab Juni 2013 stand Dārziņš beim HK Traktor Tscheljabinsk unter Vertrag, wurde jedoch im Dezember des gleichen Jahres entlassen und kehrte im Januar 2014 zu Dinamo Riga zurück. Dort war er über viele Jahre Kapitän des Teams. Im Februar 2022 zog sich Dinamo wegen des Russischen Überfalls auf die Ukraine vom Spielbetrieb in der KHL zurück. Seither ist Dārziņš vertragslos.

### International

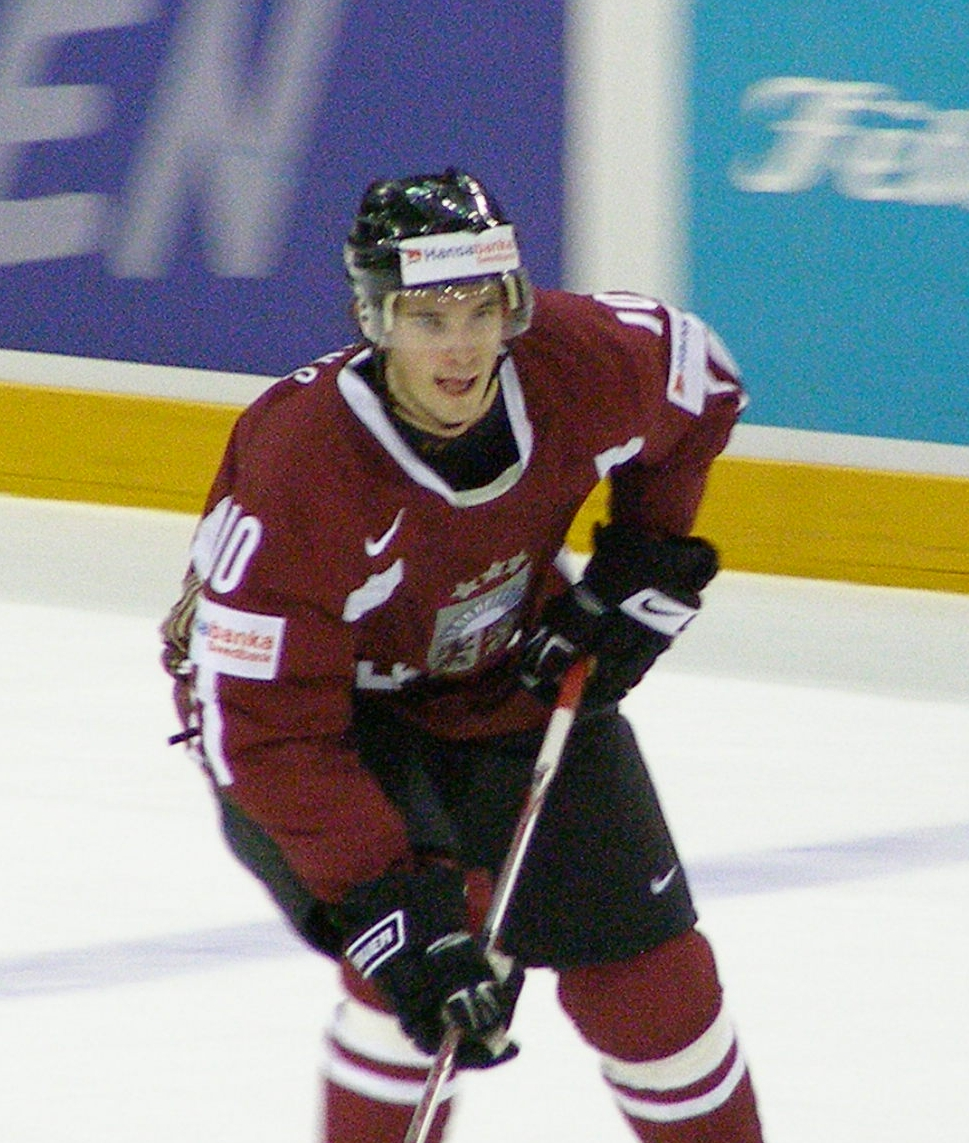
Lauris Dārziņš (2008)

Für Lettland nahm Dārziņš an den U18-Junioren-Weltmeisterschaften der Division I 2002 und 2003, sowie den U20-Junioren-Weltmeisterschaften der Division I 2003, 2004 und 2005 teil. Des Weiteren stand er im Aufgebot Lettlands bei den Weltmeisterschaften 2006, 2007, 2008, 2009, 2010, 2011, 2013, 2015, 2019 und 2021 sowie bei den Olympischen Winterspielen in Vancouver 2010, in Sotschi 2014 und in Peking 2022.
Bei den Weltmeisterschaften 2023 und 2024 fungiert er als Trainerassistent der Letten.

## Erfolge und Auszeichnungen
- 2005 President’s-Cup-Gewinn mit den Kelowna Rockets
- 2011 Teilnahme am KHL All-Star Game

## Karrierestatistik

### International
Lauris Dārziņš vertrat Lettland bei:
| - U18-Junioren-Weltmeisterschaft 2002 - U20-Junioren-Weltmeisterschaft 2003 - U18-Junioren-Weltmeisterschaft 2003 - U20-Junioren-Weltmeisterschaft 2004 - U20-Junioren-Weltmeisterschaft 2005 - Weltmeisterschaft 2006 - Weltmeisterschaft 2007 - Weltmeisterschaft 2008 - Weltmeisterschaft 2009 - Qualifikation für die Olympischen Winterspiele 2010 | - Olympischen Winterspielen 2010 - Weltmeisterschaft 2010 - Weltmeisterschaft 2011 - Qualifikation für die Olympischen Winterspiele 2014 - Weltmeisterschaft 2013 - Olympischen Winterspielen 2014 - Weltmeisterschaft 2015 - Qualifikation für die Olympischen Winterspiele 2018 - Weltmeisterschaft 2019 - Weltmeisterschaft 2021 - Qualifikation für die Olympischen Winterspiele 2022 - Olympischen Winterspielen 2022 |

(Legende zur Spielerstatistik: Sp oder GP = absolvierte Spiele; T oder G = erzielte Tore; V oder A = erzielte Assists; Pkt oder Pts = erzielte Scorerpunkte; SM oder PIM = erhaltene Strafminuten; +/− = Plus/Minus-Bilanz; PP = erzielte Überzahltore; SH = erzielte Unterzahltore; GW = erzielte Siegtore; 1 Play-downs/Relegation; Kursiv: Statistik nicht vollständig)